# 大阪府立たまがわ高等支援学校
大阪府立たまがわ高等支援学校（おおさかふりつ たまがわこうとうしえんがっこう）は、大阪府東大阪市稲葉二丁目にある特別支援学校。

## 概要
高等部を単独で設置する、知的障害のある生徒を対象とした特別支援学校である。通常の高等学校に近い内容で、就労を通した自立を目標とした支援教育を行っている。入学生徒は1学年64人と決まっている。大阪府立玉川高等学校の跡地に2006年4月、高等部だけの特別支援学校として開校した。
知的障害のある生徒を対象とする特別支援学校では稀な入学者選抜を実施している。スクールバスの運行や給食の提供などはなく、生徒は公共交通機関などで自主通学、昼食は弁当など各自で用意する。学区は大阪府全域にまたがるが、寄宿舎は設置していない。
健常者と一緒に学習できる「共生推進教室」が、創立当初より大阪府立枚岡樟風高等学校内に設置されている。また2010年度には大阪府立千里青雲高等学校・大阪府立芦間高等学校・大阪府立久米田高等学校にも、2015年度には大阪府立金剛高等学校にも共生推進教室が増設された。
共生推進教室の生徒は、学籍はたまがわ高等支援学校在籍となるが、通学先の各高校に週4日通学して健常者と一緒に授業などを受ける。また共生推進教室の生徒への指導は、通学先の高校とたまがわ高等支援学校の教職員が連携して担当することになる。
ただし、千里星雲高等学校の共生推進教室は大阪府立とりかい高等支援学校（2013年開校）、久米田高等学校の共生推進教室は大阪府立すながわ高等支援学校（2014年開校）、芦間高等学校の共生推進教室は大阪府立むらの高等支援学校（2015年開校）にそれぞれ移管され、2016年度からの共生推進教室は枚岡樟風高等学校と金剛高等学校の2校となっており、定員は各学年に各校3人ずつとなっている。
クラブ活動が盛んで大阪府内の特別支援学校ではバスケットボールやサッカーなどの競技では、大阪府内の特別支援学校の中ではNO.1である。
部活動のサッカーでは全国知的障害者高等部サッカー大会（もうひとつの高校選手権）に出場、第1回大会と第3回大会に出場し、第3回大会では第3位という成績を残している。

## 学科
3つの職業学科があり、それぞれ2つの分野を持つ。
- ものづくり科（産業基礎分野、食品生産分野）
- 福祉・園芸科（福祉分野、園芸分野）
- 流通サービス科（バックヤードサービス分野、オフィスサービス分野）

そのほか職業に関する共通履修分野として「清掃・後片付け分野」「販売分野」という専門教科がある。また、国語、数学、社会、理科、芸術、保健体育、家庭、英語、情報といった一般教科の学習や自立活動もある。

## 交通
- 近鉄奈良線 河内花園駅 北へ約900メートル。